# Euhoplites
Euhoplites è un genere di molluschi cefalopodi estinti appartenente alle ammoniti. Visse nei mari d'Europa nel Cretaceo inferiore (circa 120 milioni di anni fa).

## Descrizione
Questa ammonite comprende alcuni tra gli esemplari più belli tra i fossili di ammoniti del Cretaceo. La conchiglia era moderatamente involuta e il profilo era decisamente appiattito. La particolarità dell'euoplite era data dalla presenza di tubercoli che ornavano i fianchi; da questi tubercoli si dipartivano gruppi di coste relativamente ingrossate. Il diametro di queste conchiglie, in generale, era di circa 4 centimetri. 

## Stile di vita
È altamente improbabile che l'euoplite fosse un animale dal nuoto veloce: il profilo stretto ma rettangolare dell'animale, unito con la presenza di coste robuste e soprattutto di tubercoli sporgenti, sarebbe stato di impedimento durante il nuoto in mare aperto. È possibile, invece, che l'euoplite frequentasse i margini delle scogliere.

## Fossili
Di questa piccola ammonite non sono infrequenti fossili di conchiglie complete; alcune volte i suoi resti si rinvengono piritizzati e sono tra i fossili di ammoniti più spettacolari. Tra le specie più note di euoplite, da ricordare Euhoplites opalinus ed E. truncatus, diffusissime nel Cretaceo inferiore dell'Inghilterra.